# Valea Călmățuiului (sit SCI)
Valea Călmățuiului este un sit de importanță comunitară (SCI) desemnat în scopul protejării biodiversității și menținerii într-o stare de conservare favorabilă a florei spontane și faunei sălbatice, precum și a habitatelor naturale de interes comunitar aflate în arealul zonei protejate. Acesta este situat în nord-estul Muntenei, pe teritoriile județelor Buzău și Brăila.

## Localizare
Aria naturală se întinde în partea sud-estică a județului Buzău (pe teritoriile administrative ale comunelor C.A. Rosetti, Cilibia, Costești, Gălbinași, Gherăseni, Largu, Luciu, Rușețu, Smeeni și Țintești) și cea sud-vestică a județului Brăila (pe teritoriile comunelor Bordei Verde, Cireșu, Surdila-Greci, Ulmu și Zăvoiaia și al orașului Însurăței), în apropierea drumului național DN2C, care leagă orașul Slobozia de Costești.

## Înființare
Zona a fost declarată sit de importanță comunitară prin Ordinul Ministerului Mediului și Dezvoltării Durabile Nr.1964 din 13 decembrie 2007 (privind instituirea regimului de arie naturală protejată a siturilor de importanță comunitară, ca parte integrantă a rețelei ecologice europene Natura 2000 în România) și se întinde pe o suprafață de 18.125,7 hectare.

## Biodiversitate
Situl reprezintă o zonă naturală (pajiști naturale, stepe, pășuni și terenuri arabile) încadrată în bioregiunea continentală și stepică a Văii Călmățuiului (afluent al Dunării); ce conservă două tipuri de habitate naturale: Cursuri de apă din zonele de câmpie, până la cele montane, cu vegetație din Ranunculion fluitantis și Callitricho-Batrachion și Pajiști și mlaștini sărăturate panonice și ponto-sarmatice  și protejază specii importante din fauna și ihtiofauna Câmpiei Călmățuiului.

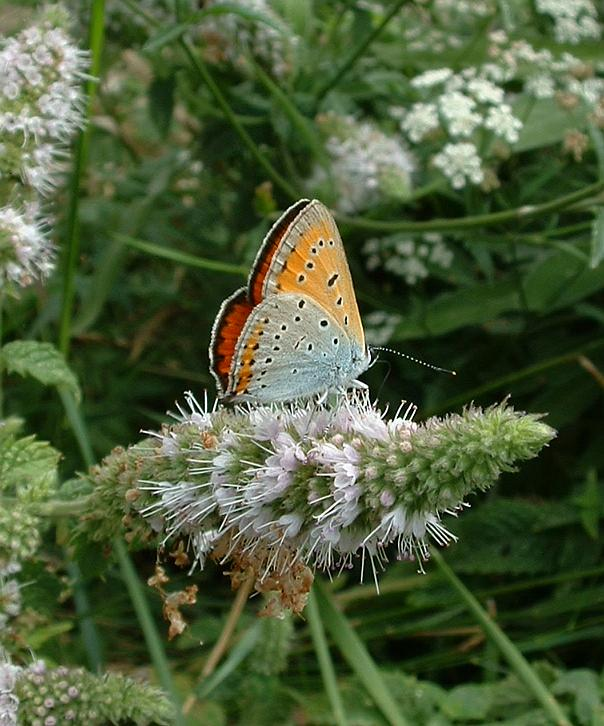
Fluturele purpuriu (Lycaena dispar)

La baza desemnării sitului se află câteva specii faunistice enumerate în anexa I-a a Directivei Consiliului European 92/43/CE din 21 mai 1992 (privind conservarea habitatelor naturale și a speciilor de faună și floră sălbatică), printre care un mamifer: popândău (un rozător din specia Spermophilus citellus, specie considerată vulnerabilă și aflată pe lista roșie a IUCN); amfibieni și reptile: buhaiul de baltă cu burtă roșie (Bombina bombina) și țestoasa de baltă (Emys orbicularis); zvârlugă (un pește din specia Cobitis taenia); precum și un lepidopter din specia Lycaena dispar (fluture purpuriu).
La nivelul ierburilor este semnalată prezenața mai multor plante rare cu specii de: pelin (Artemisia santonicum), albăstrică (Aster tripolium), ciufă (Cyperus pannonicus), trifoi frăguț (Trifolium fragiferum), broscăriță (Triglochin palustris), ghirin (Suaeda maritima), bălănică (Puccinellia distans) sau pipirig (Juncus gerardi).

## Căi de acces
- Drumul național DN21 pe ruta: Slobozia - Scânteia - Bărăganul - Însurăței.

## Monumente și atracții turistice
În vecinătatea sitului se află câteva obiective de interes istoric, cultural și turistic; astfel:
- Biserica "Sf. Nicolae" din Lacu Rezii, construcție secolul al XIX-lea, monument istoric.
- Fântână cu cumpănă în satul Zăvoaia, construcție secolul al XIX-lea, monument istoric.
- Conacul Garoflid din satul Țintești, construcție secolul al XIX-lea, monument istoric.
- Situl arheologic de la Costești (sec. XII - V a. Chr., Hallstatt).
- Situl arheologic de la Lunca (sec. IV p. Chr., Cultura Sântana de Mureș - Cerneahov, mil. V - IV, Neolitic, Cultura Boian).